# Географія Марокко
Марокко — північноафриканська країна, що знаходиться на крайньому північному заході континенту, відділена Гібралтарською протокою від Європи . Загальна площа країни 446 550 км² (58-ме місце у світі), з яких на суходіл припадає 446 300 км², а на поверхню внутрішніх вод — 250 км². Площа країни приблизно дорівнює ⅔ площі території України; трохи більша за площу Каліфорнії. 

## Етимологія
Офіційна назва — Королівство Марокко, Марокко (араб. المغرب‎, المملكة المغربية — Ель-Мамлака ель-Магрібія, Ель-Магриб). Назва країни походить від офранцуженої назви міста Марракеш, що слугував у середні віки столицею. Наприкінці XIX століття Франція колонізувала країну і почала застосовувати до неї назву Марока (фр. Maroca), проте попередня метрополія, Іспанія продовжує використовувати назву Марруекос (ісп. Marruecos), що ближче до назви міста Марракеш. Марокканці ж власну країну називають Ель-Магриб-аль-Акса, що з арабської перекладається як Далекий Захід.

## Географічне положення

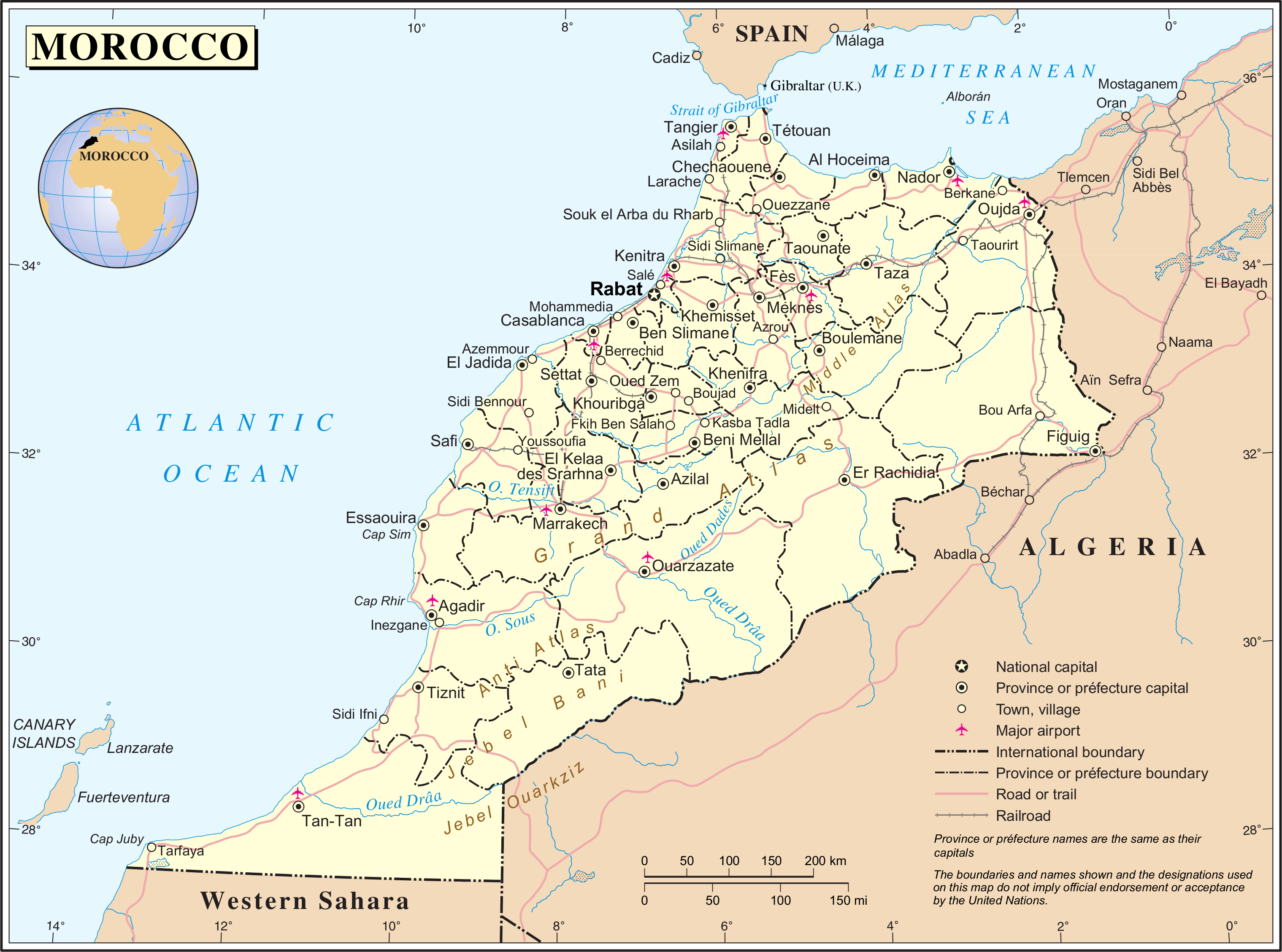
Карта Марокко від ООН

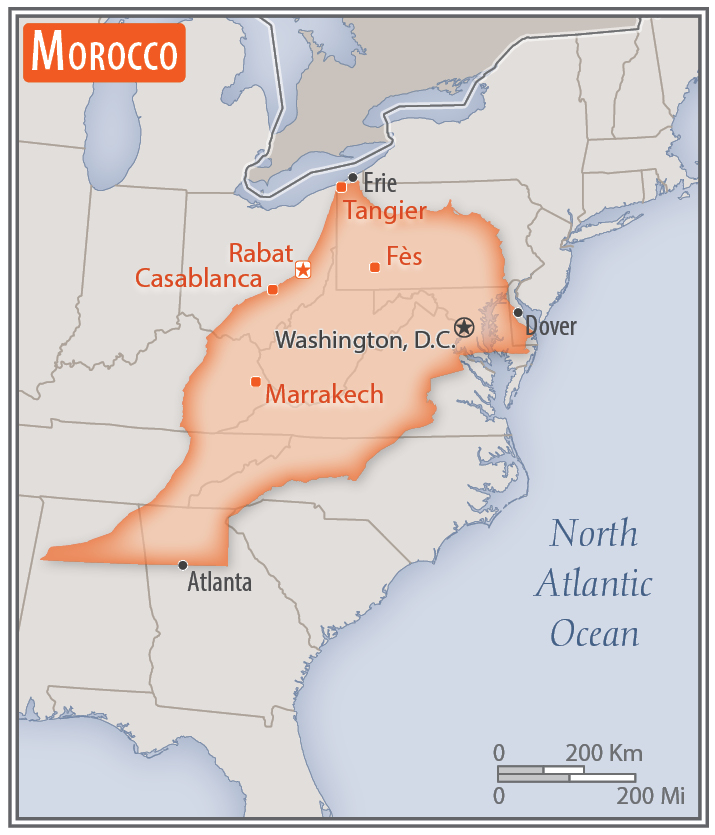
Порівняння розмірів території Марокко та США

Марокко — північноафриканська країна, що межує з трьома іншими країнами: на сході — з Алжиром (спільний кордон — 1900 км); на півдні — із Західною Сахарою (444 км), у минулому іспанською провінцією, яку в 1975 було розділено між Марокко і Мавританією, а 1979 року частково анексовано Марокко; на півночі — з Іспанією (18,5 км, Сеута — 8 км, Мелілья — 10,5 км, ексклав Пеньйон-де-Велес-де-ла-Гомера — 75 м). Загальна довжина державного кордону — 2362,5 км. Марокко на півночі омивається водами Середземного моря, а на заході безпосередньо водами Атлантичного океану. Відділене Гібралтарською протокою від Європи. Загальна довжина морського узбережжя 1835 км.
Згідно з Конвенцією Організації Об'єднаних Націй з морського права (UNCLOS) 1982 року, протяжність територіальних вод країни встановлено в 12 морських миль (22,2 км). Прилегла зона, що примикає до територіальних вод, в якій держава може здійснювати контроль необхідний для запобігання порушень митних, фіскальних, імміграційних або санітарних законів простягається на 24 морські милі (44,4 км) від узбережжя (стаття 33). Виключна економічна зона встановлена на відстань 200 морських миль (370,4 км) від узбережжя. Континентальний шельф — до глибин 200 м.

### Час
Час у Марокко: UTC0 (-2 години різниці часу з Києвом). Літній час вводиться останньої неділі квітня переводом годинникової стрілки на 1 годину вперед, скасовується в останню неділю вересня переводом годинникової стрілки на 1 годину назад.

## Геологія

### Сейсмічність
Територія Марокко характеризується підвищеною сейсмічністю.

## Рельєф
Середні висоти — 909 м; найнижча точка — Себха-Тах (-55 м); найвища точка — гора Тубкаль (4165 м). Рельєф країни середньо- і високогірний з долинами і плато, прибережними низовинними рівнинами, рухомими дюнами. Рівнини з відмітками до 300 м розташовані вздовж узбережжя. Міжгірські рівнини Марокканської месети (Західна месета) і Високого Плато (Мароккано-Оранської, або Східної месети) обрамовані ланцюгами Ер-Рифу, Середнього і Високого Атласів. На півдні і південному-сході розташовані піщані і кам'янисті пустелі Сахари.

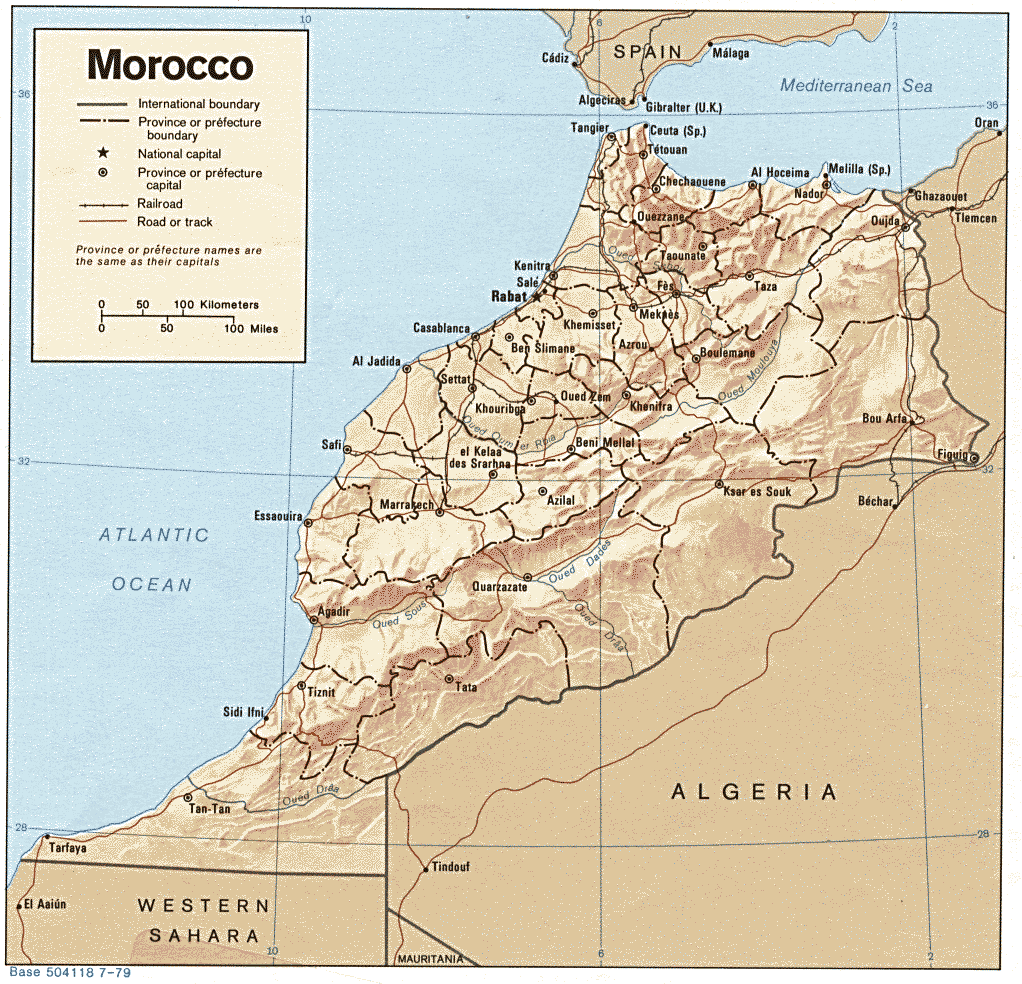
Рельєф Марокко
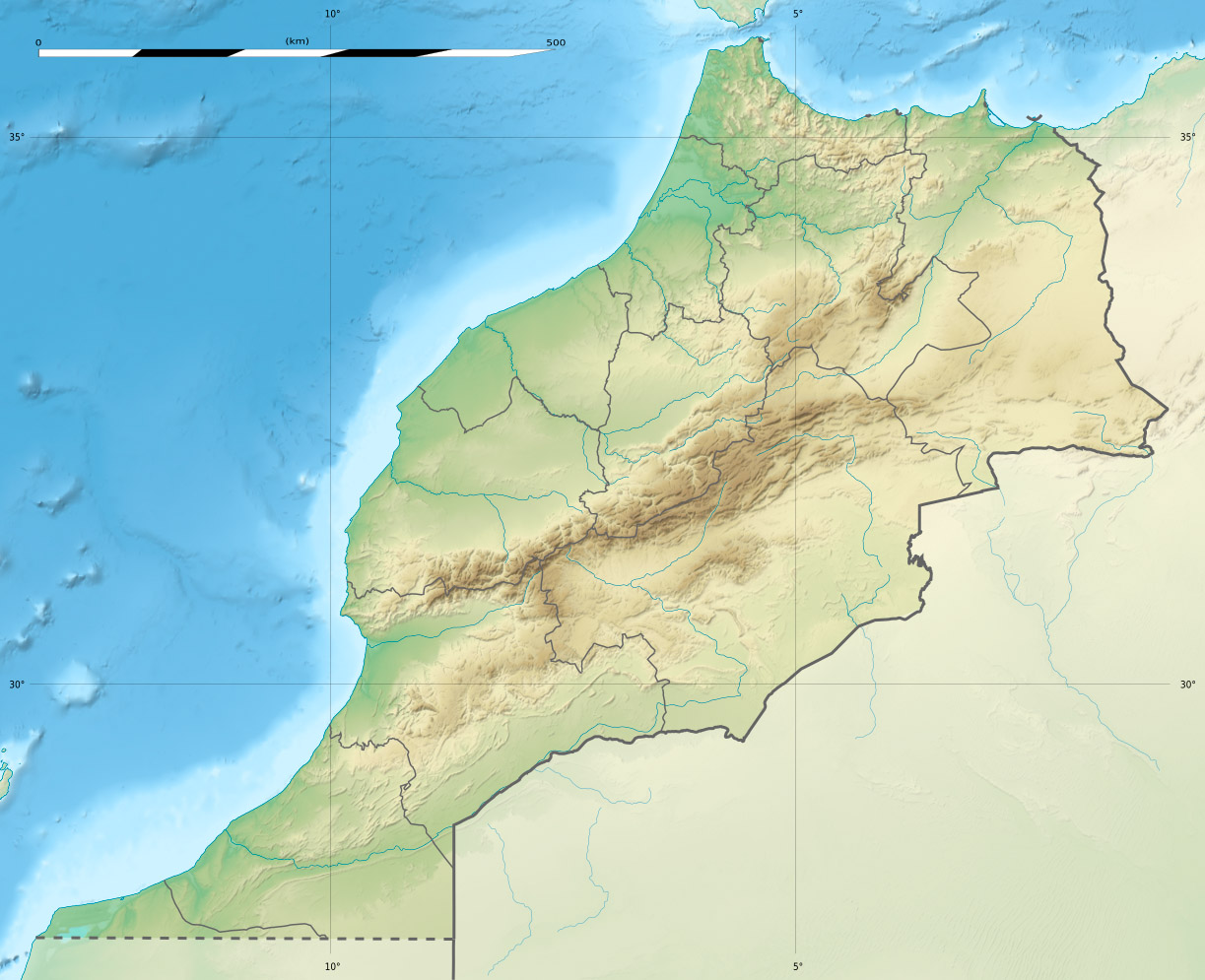
Рельєф Марокко
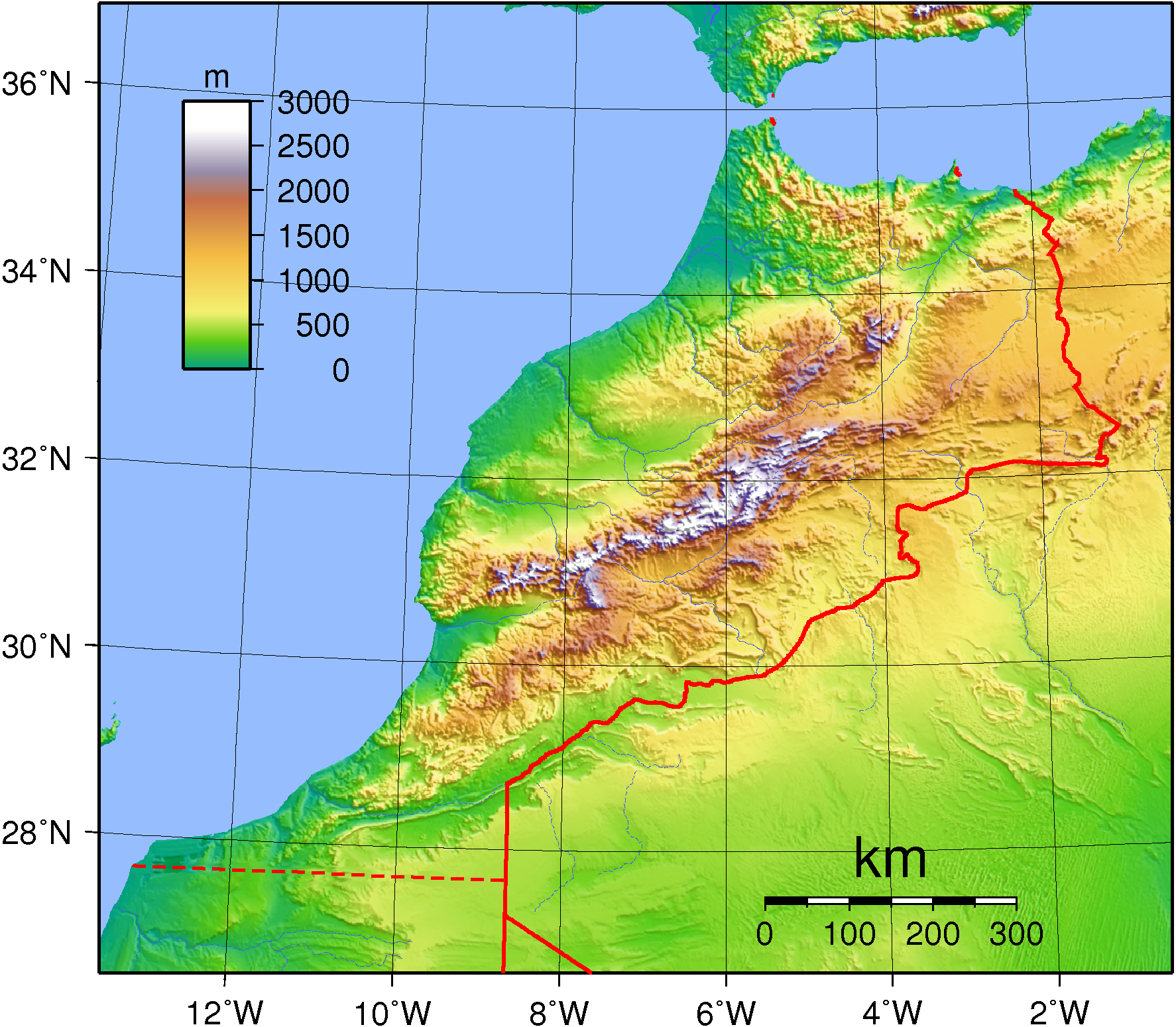
Гіпсометрична карта Марокко
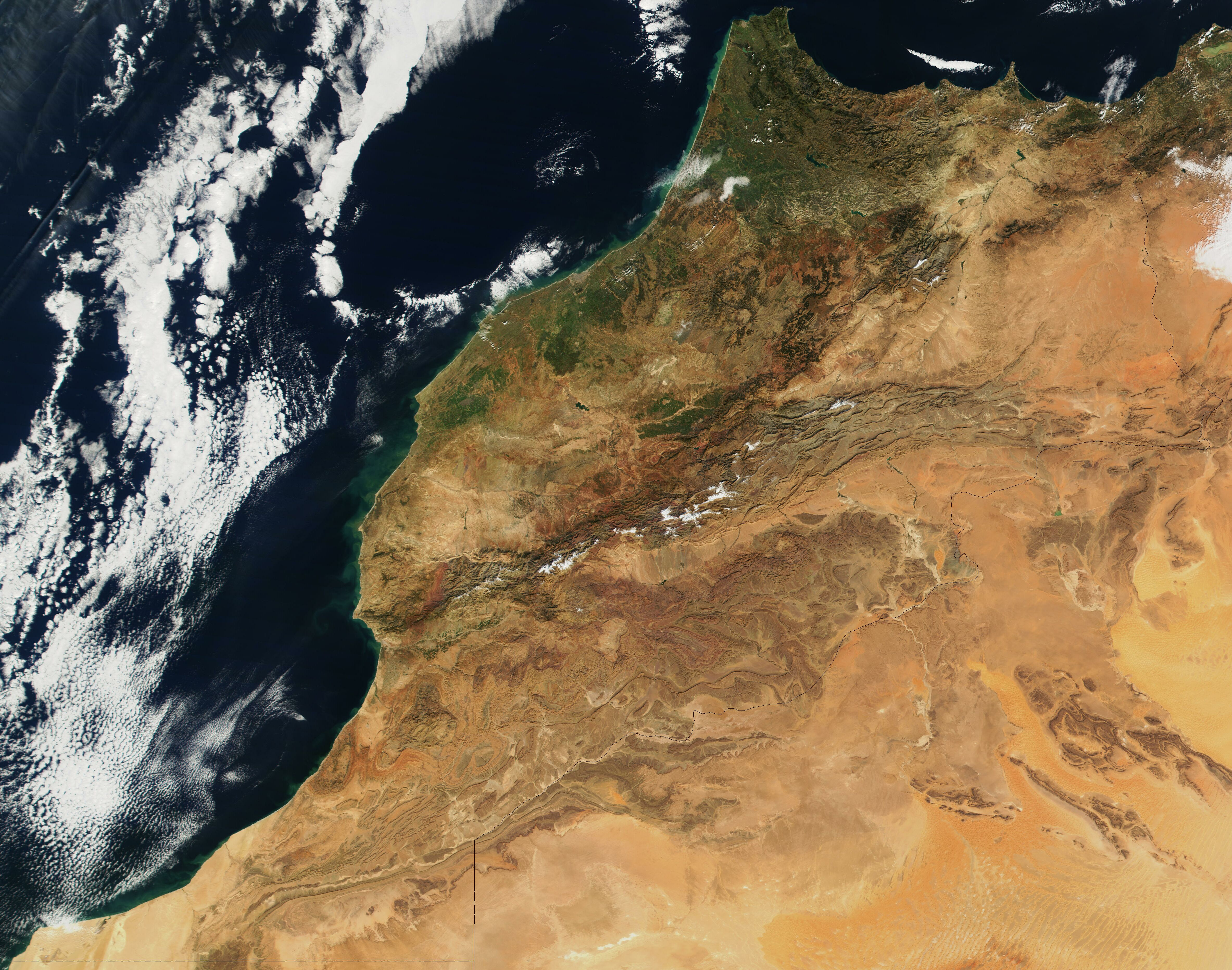
Супутниковий знімок поверхні країни

Головні гірські пасма країни:
- Антиатлас. Середні висоти 1800 м, найвища точка — гор Ікнікуїн, 2712 м;

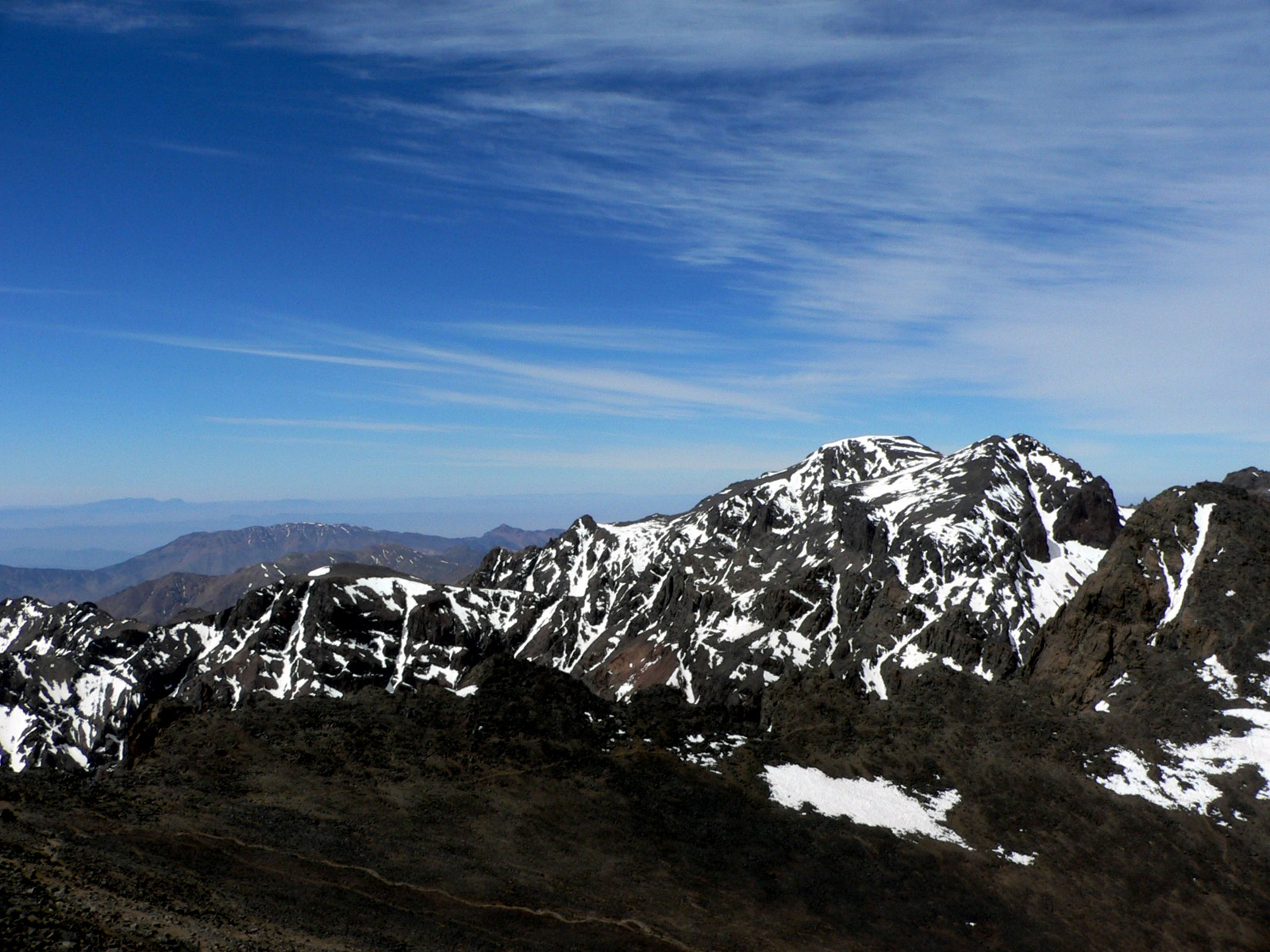
Високий Атлас. Середні висоти 3000-3500 м, найвища точка — гор Тубкаль, 4165 м;
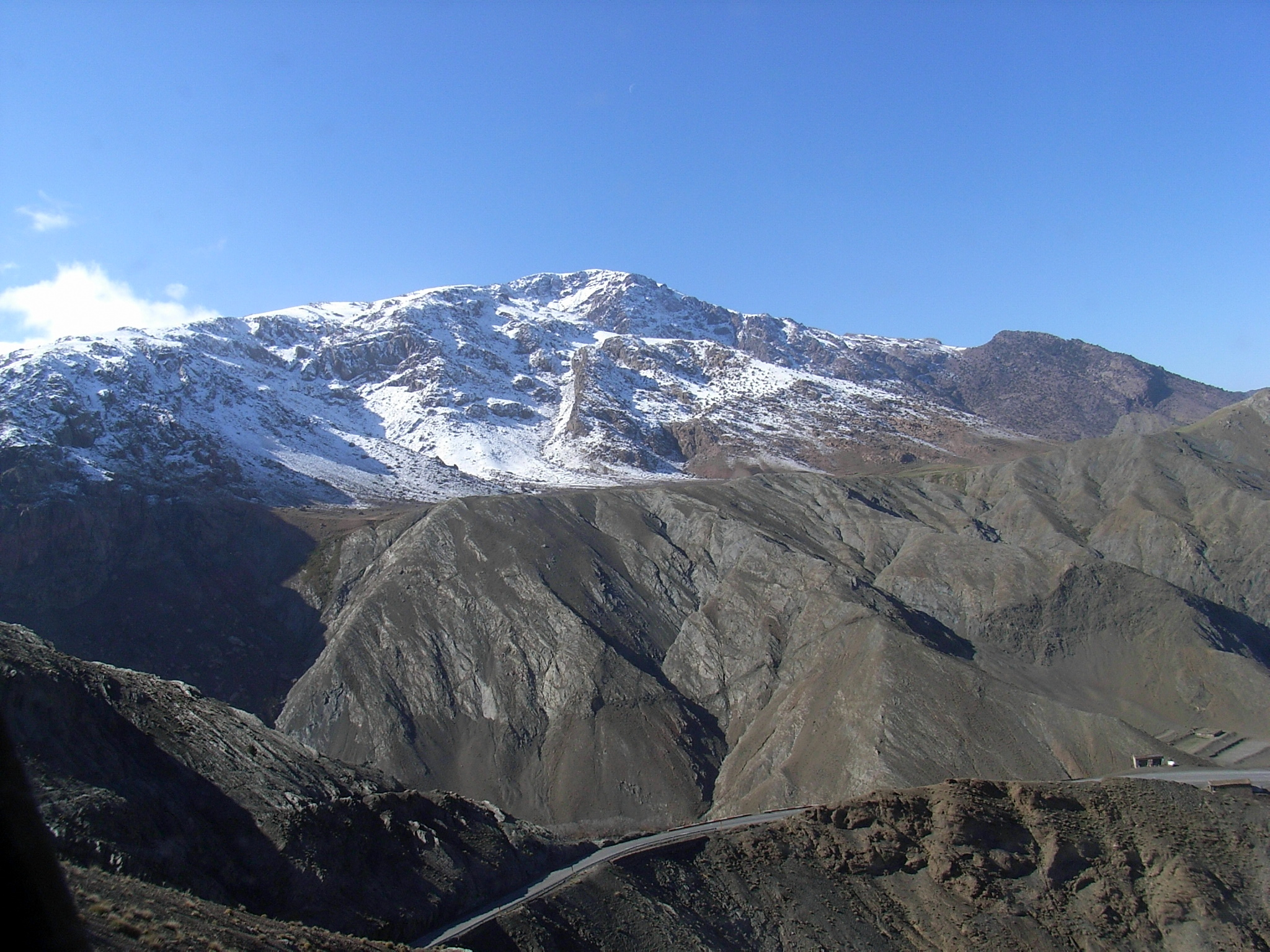
Середній Атлас. Середні висоти 2300-3000 м, найвища точка — гора Бу-Наср, 3340 м;
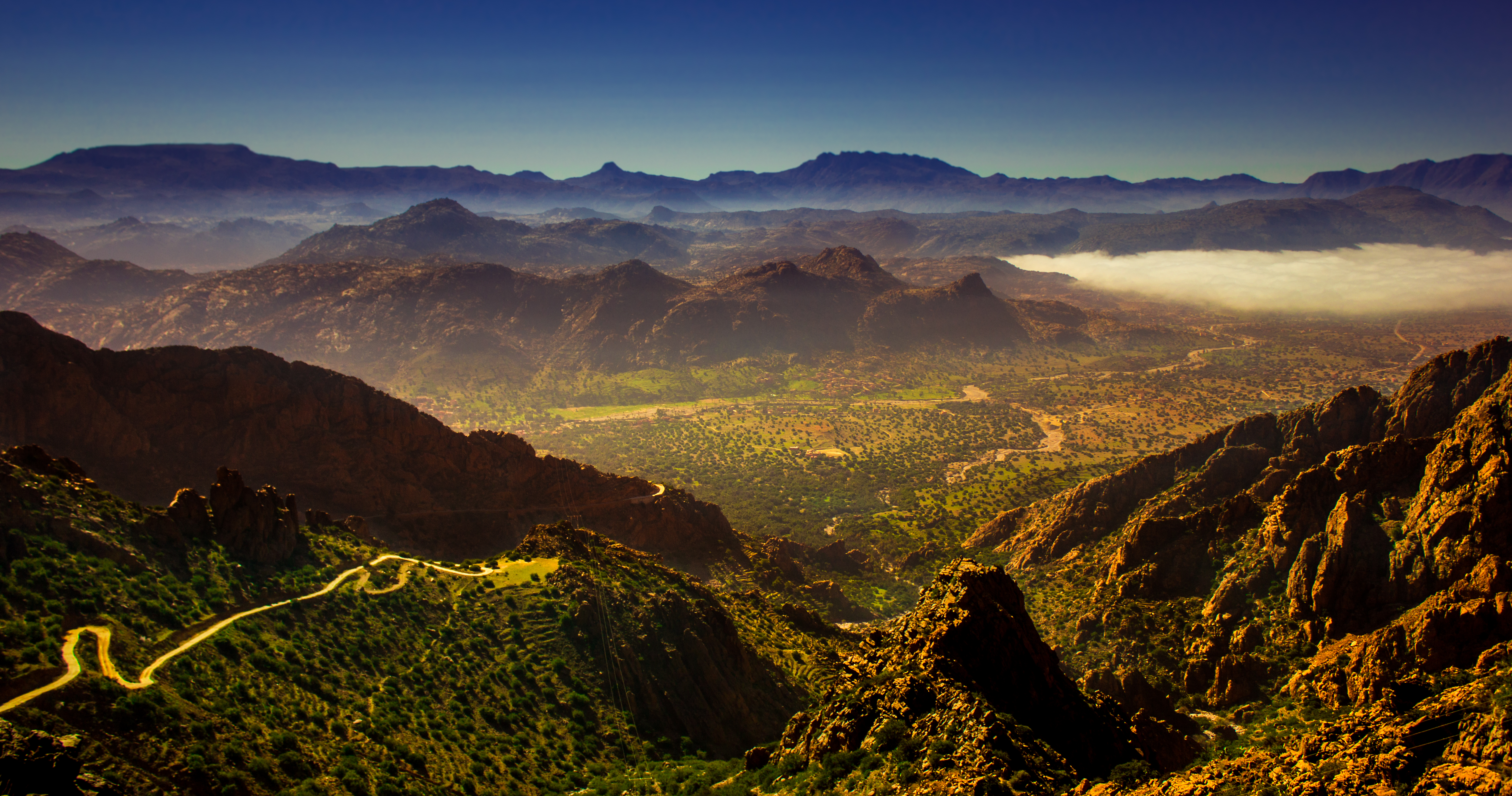
Антиатлас
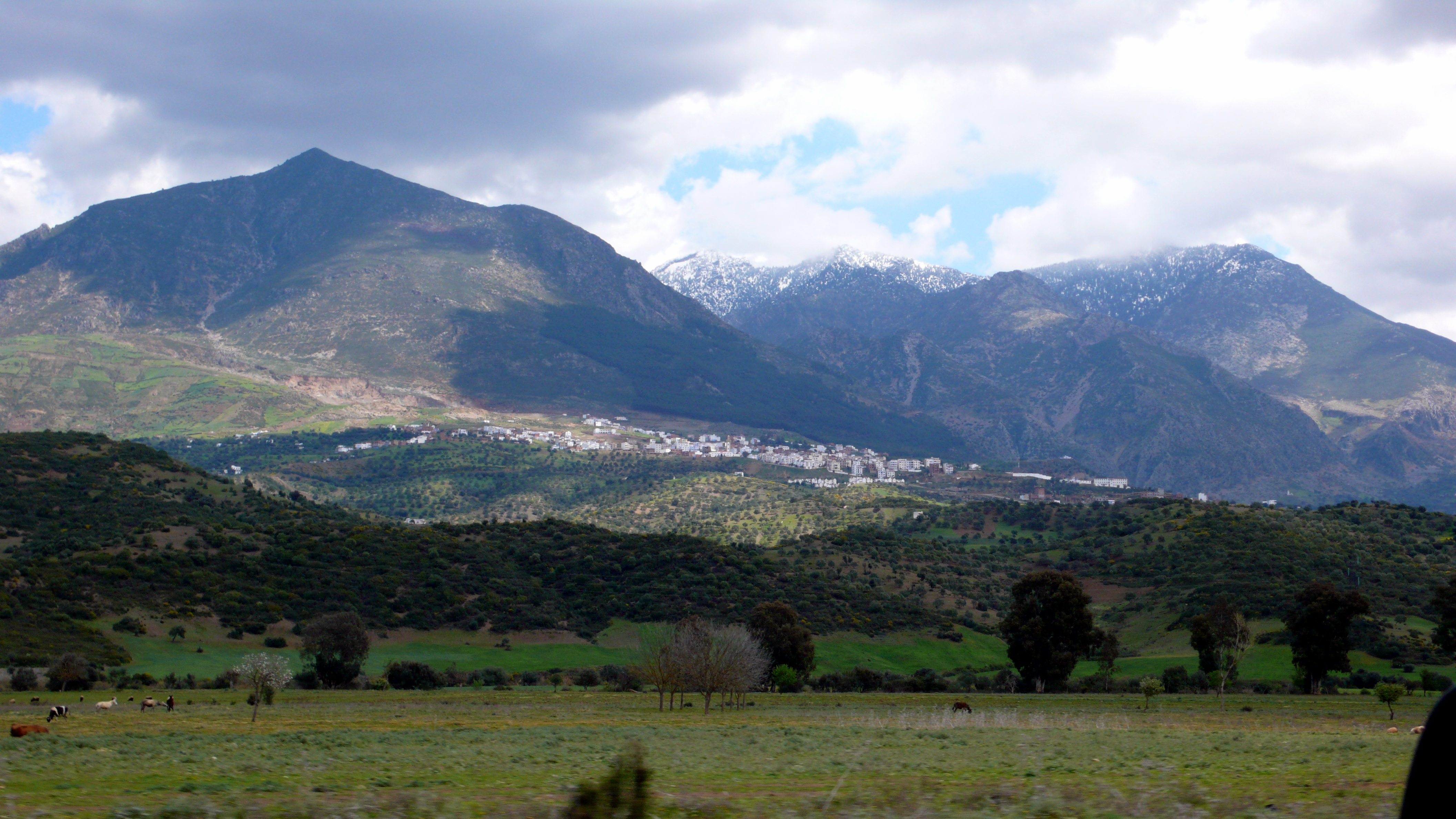
Хребет Ер-Ріф
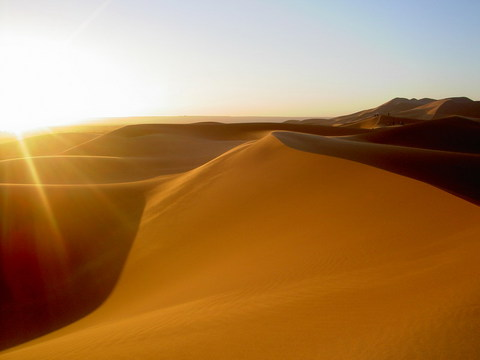
Дюни в пустелі

- Ер-Риф. Висоти до 2456 м, гора Тідікін.

- Масив Тубкаль
- Високий Атлас
- Антиатлас
- Хребет Ер-Ріф
- Дюни в пустелі

### Узбережжя

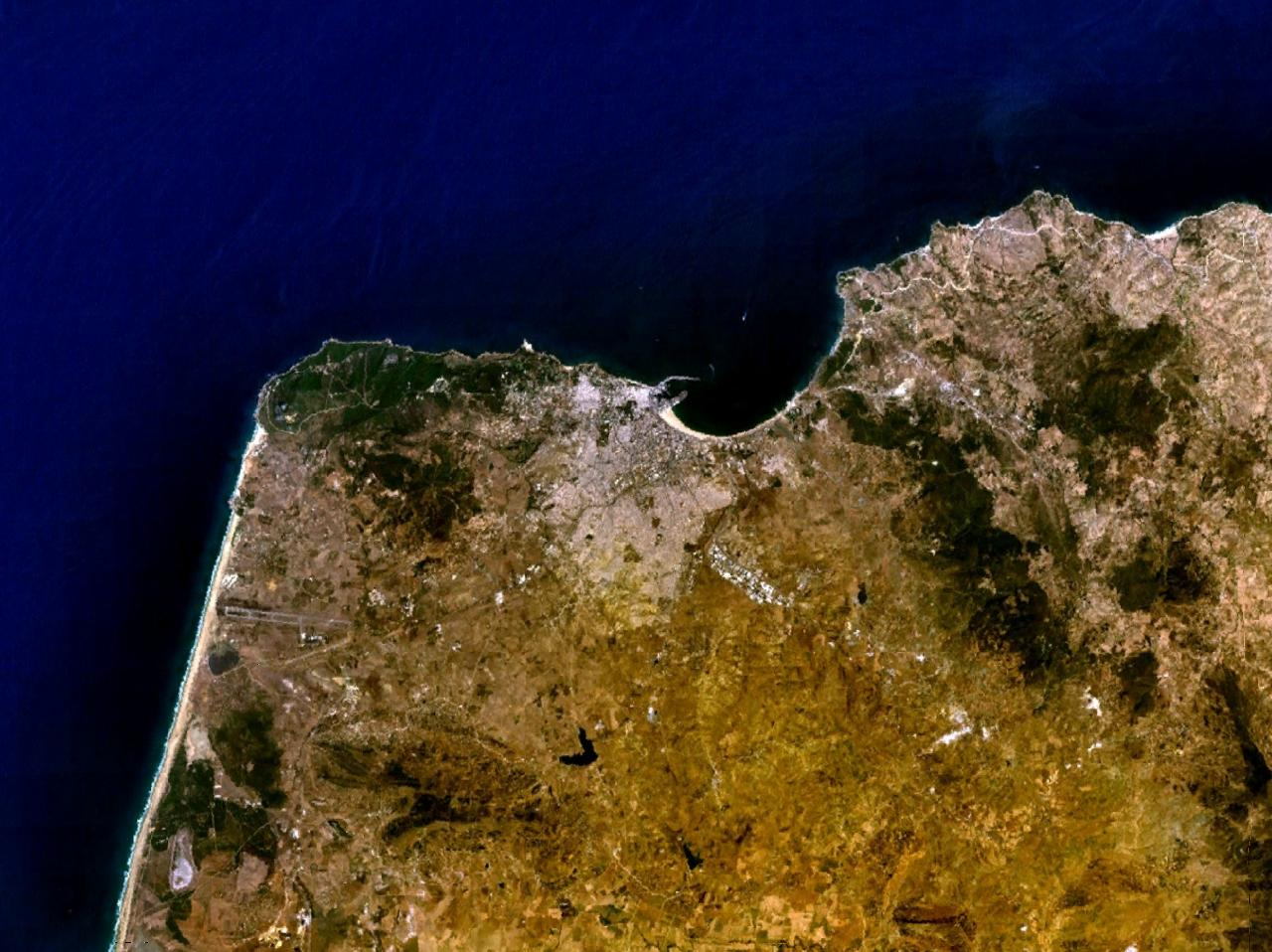
Бухта Танжеру з космосу
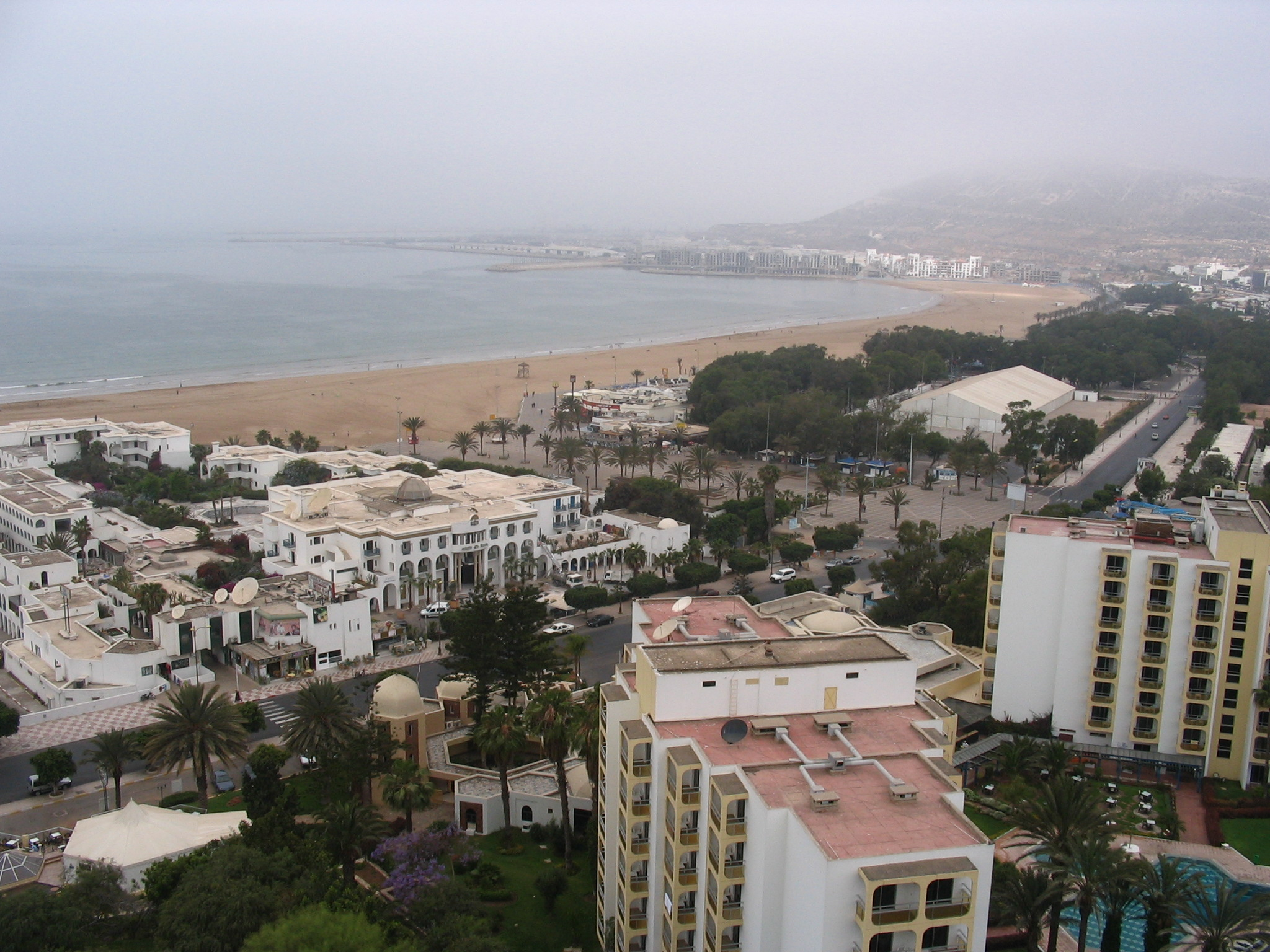
Акумулятивний берег в Агадирі
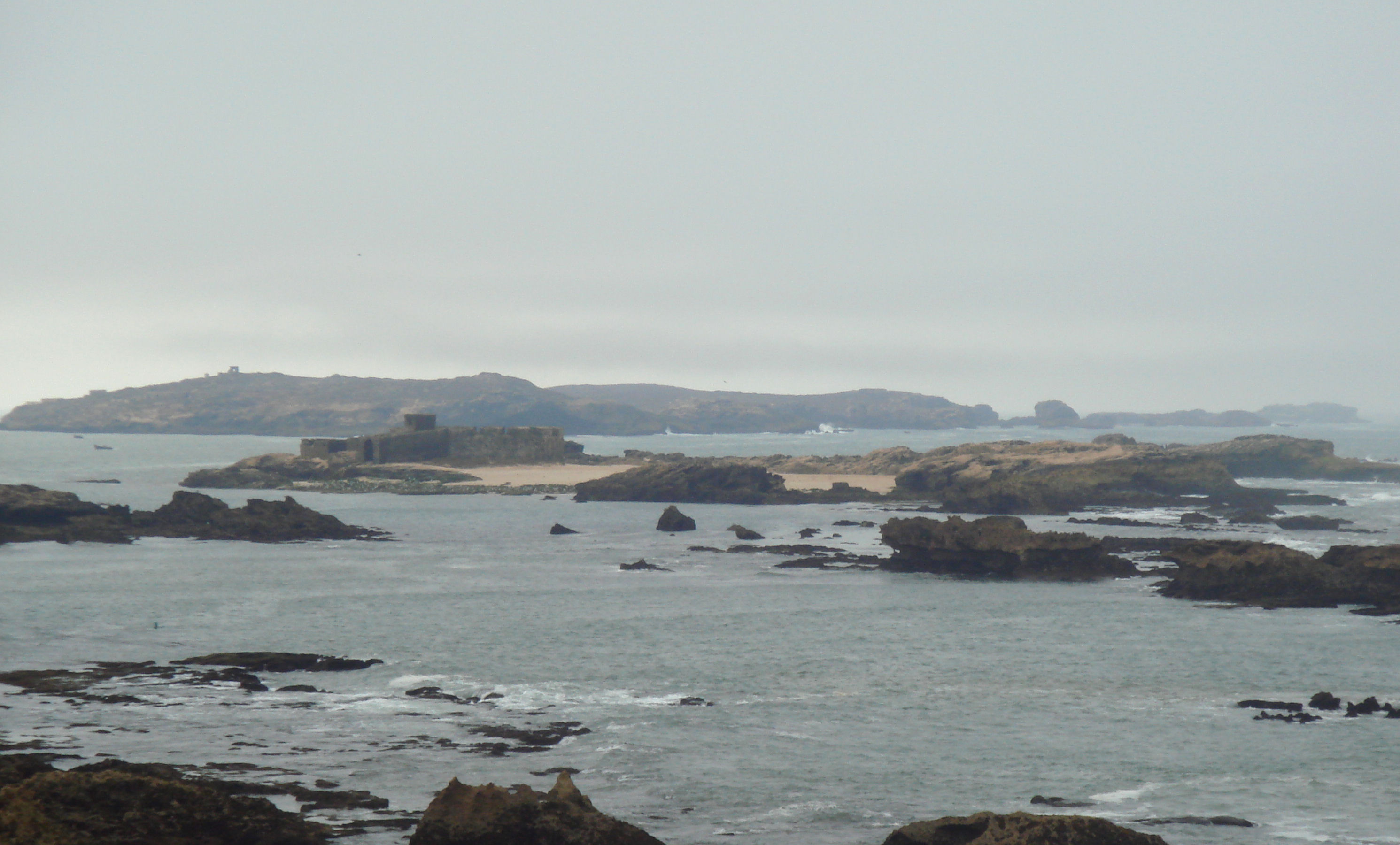
Пурпурові острови

## Клімат
Територія Марокко переважно лежить у тропічному кліматичному поясі, північне узбережжя — у субтропічному середземноморського типу. На більшій частині території увесь рік панують тропічні повітряні маси. Спекотна посушлива погода з великими добовими амплітудами температури. Переважають східні пасатні вітри. На південному узбережжі відмічається вплив холодної Канарської течії, сезонний хід температури повітря чітко відстежується, стратифіковані пасати з високою відносною вологістю (часті тумани), проте опади майже відсутні, цілковита пустеля. На північному узбережжі влітку переважають тропічні повітряні маси з ясною тихою антициклонічною погодою, взимку — помірні з похмурою дощовою досить вітряною циклонічною. Значні сезонні амплітуди температури повітря і розподілу атмосферних опадів, можливе випадіння снігу в горах.

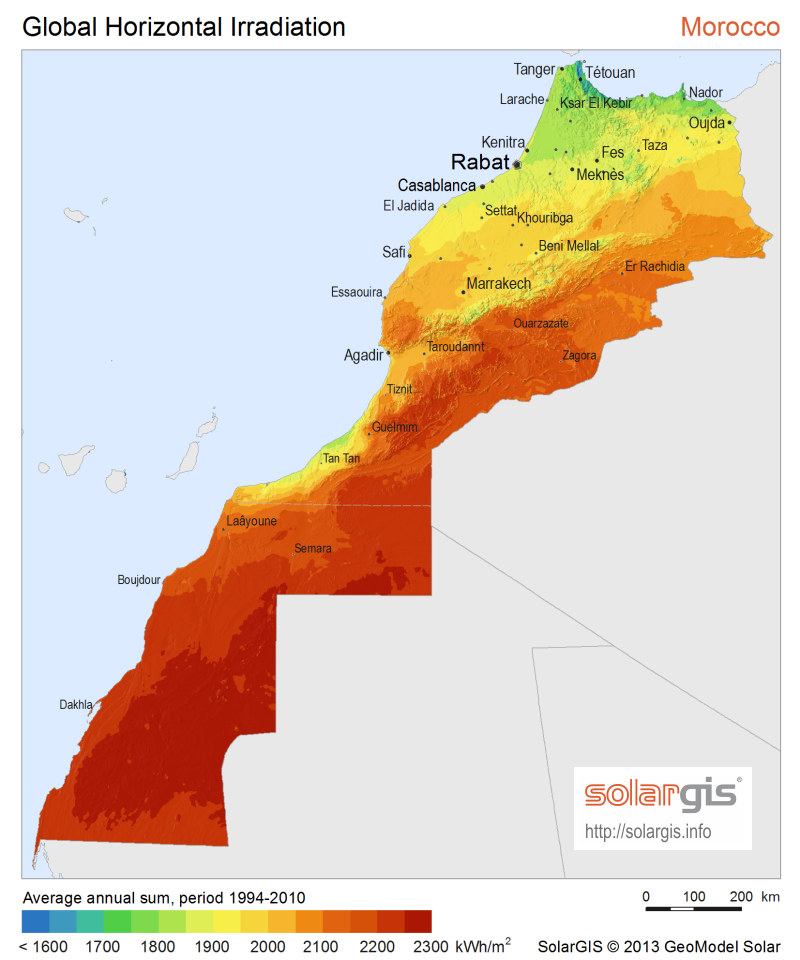
Сонячна радіація (англ.)
Кліматична карта Марокко (за Кеппеном)
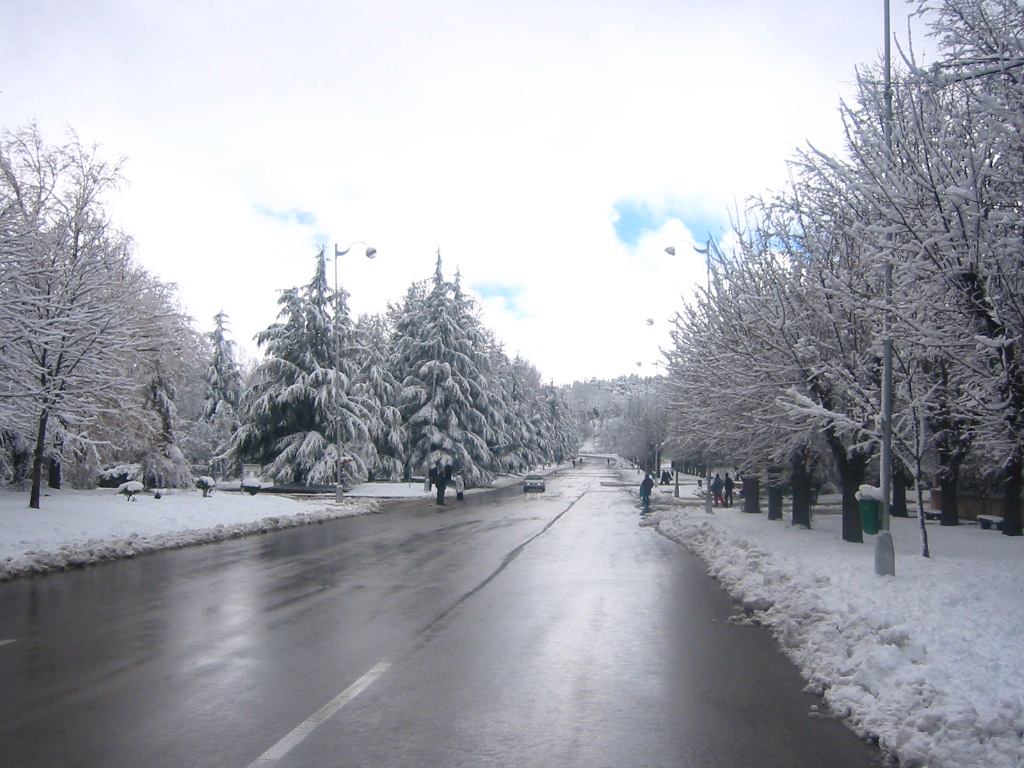
Сніг в Іфрані, Атлаські гори
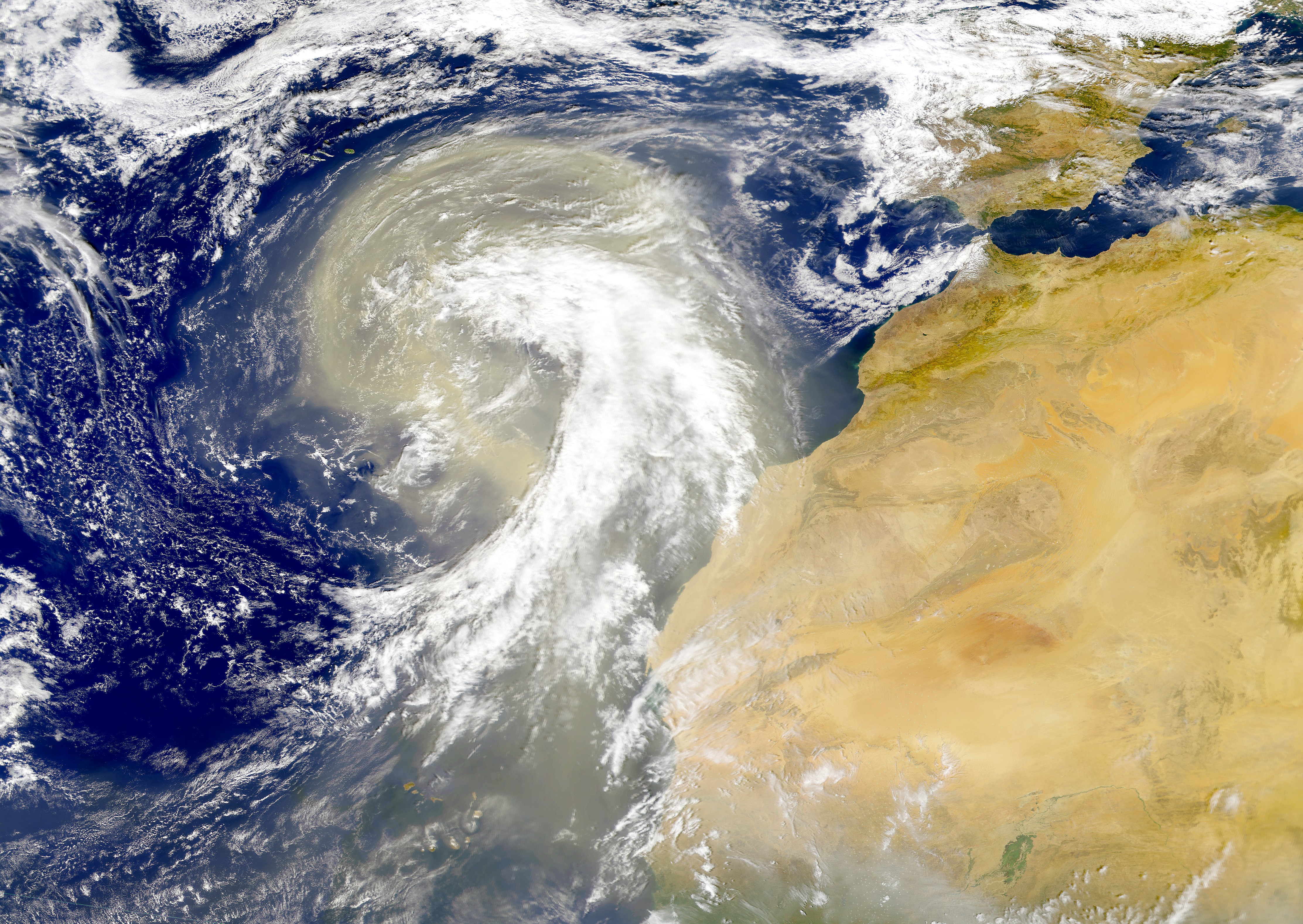
Сахарський пил над Атлантикою

Марокко є членом Всесвітньої метеорологічної організації (WMO), в країні ведуться систематичні спостереження за погодою.

## Внутрішні води

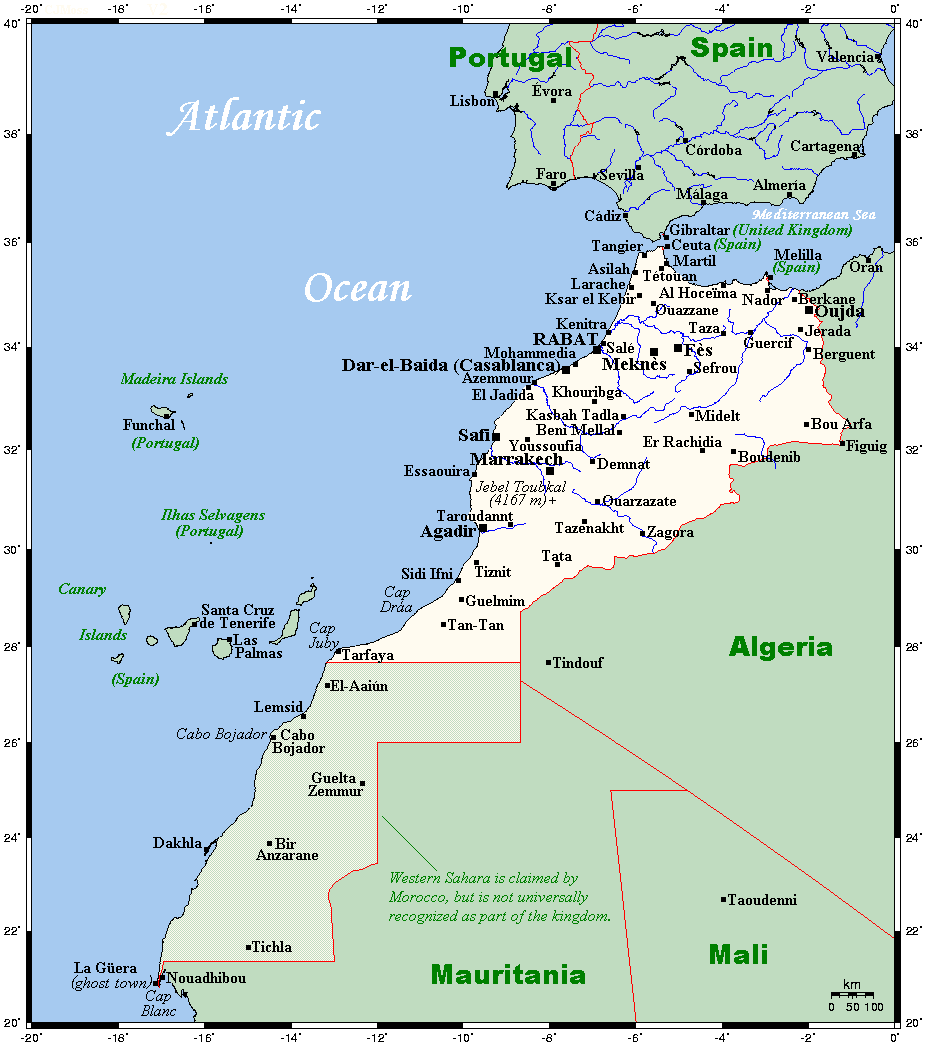
Гідрографічна мережа Марокко і Західної Сахари
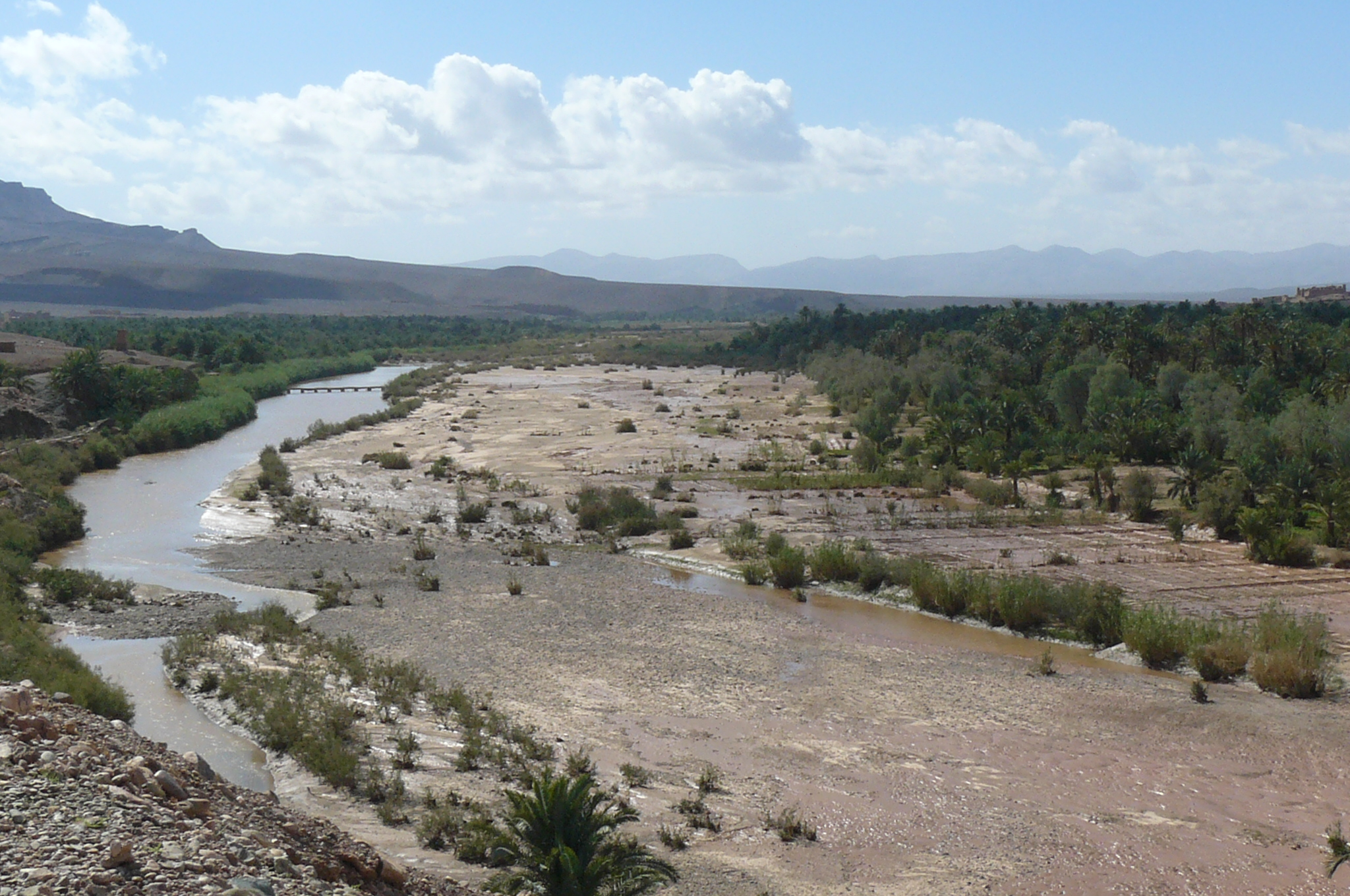
Уед Драа
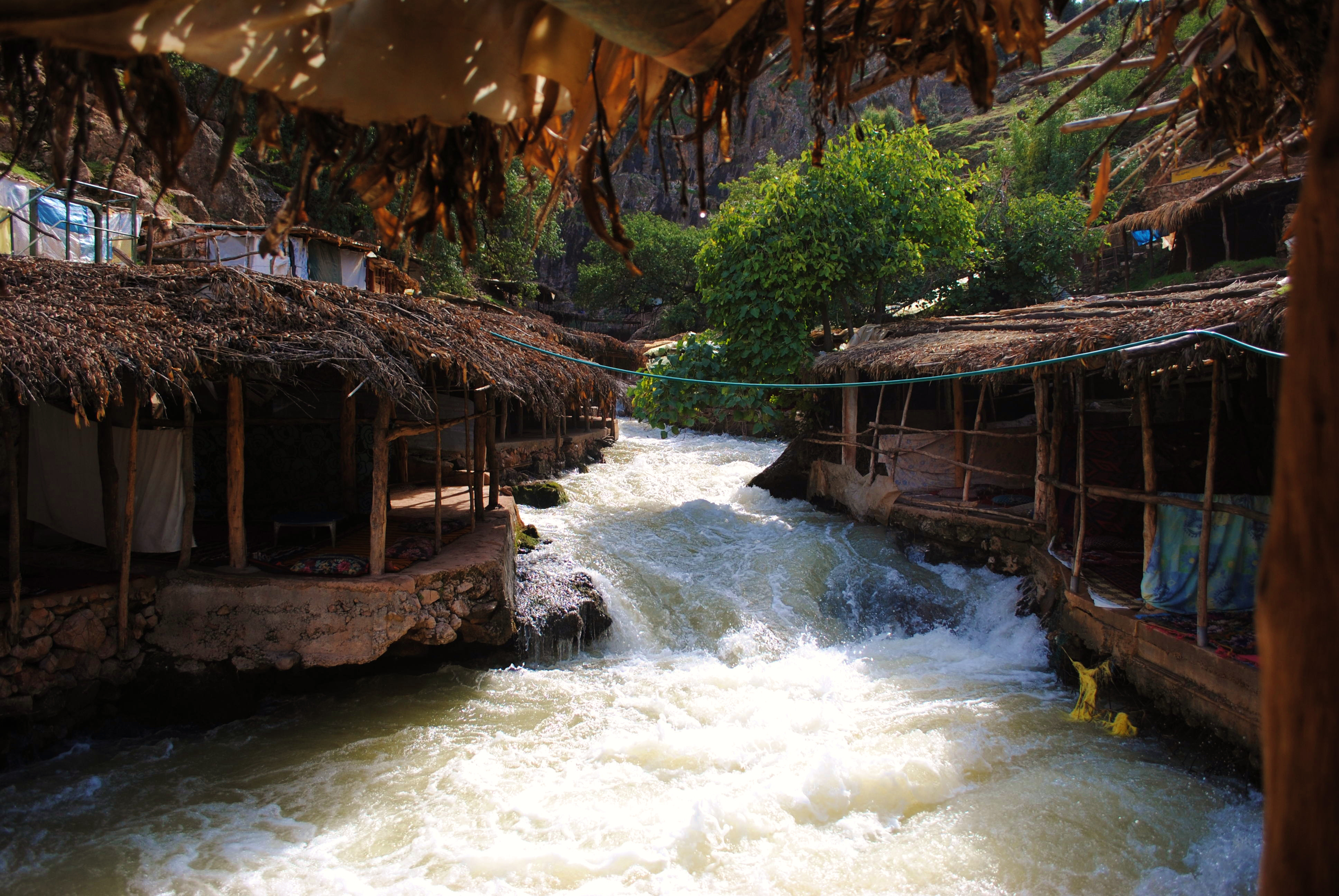
Верхів'я річки Умм-ер-Рбія
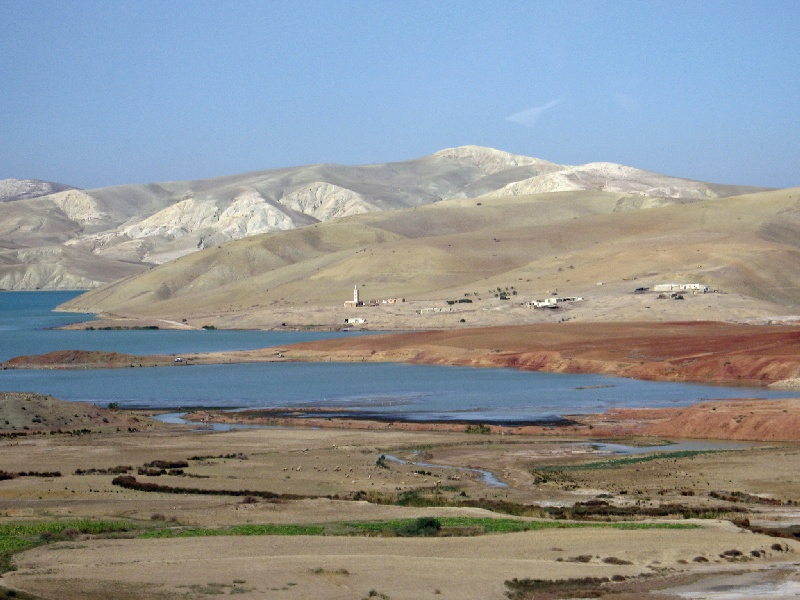
Судноплавна частина річки Себу
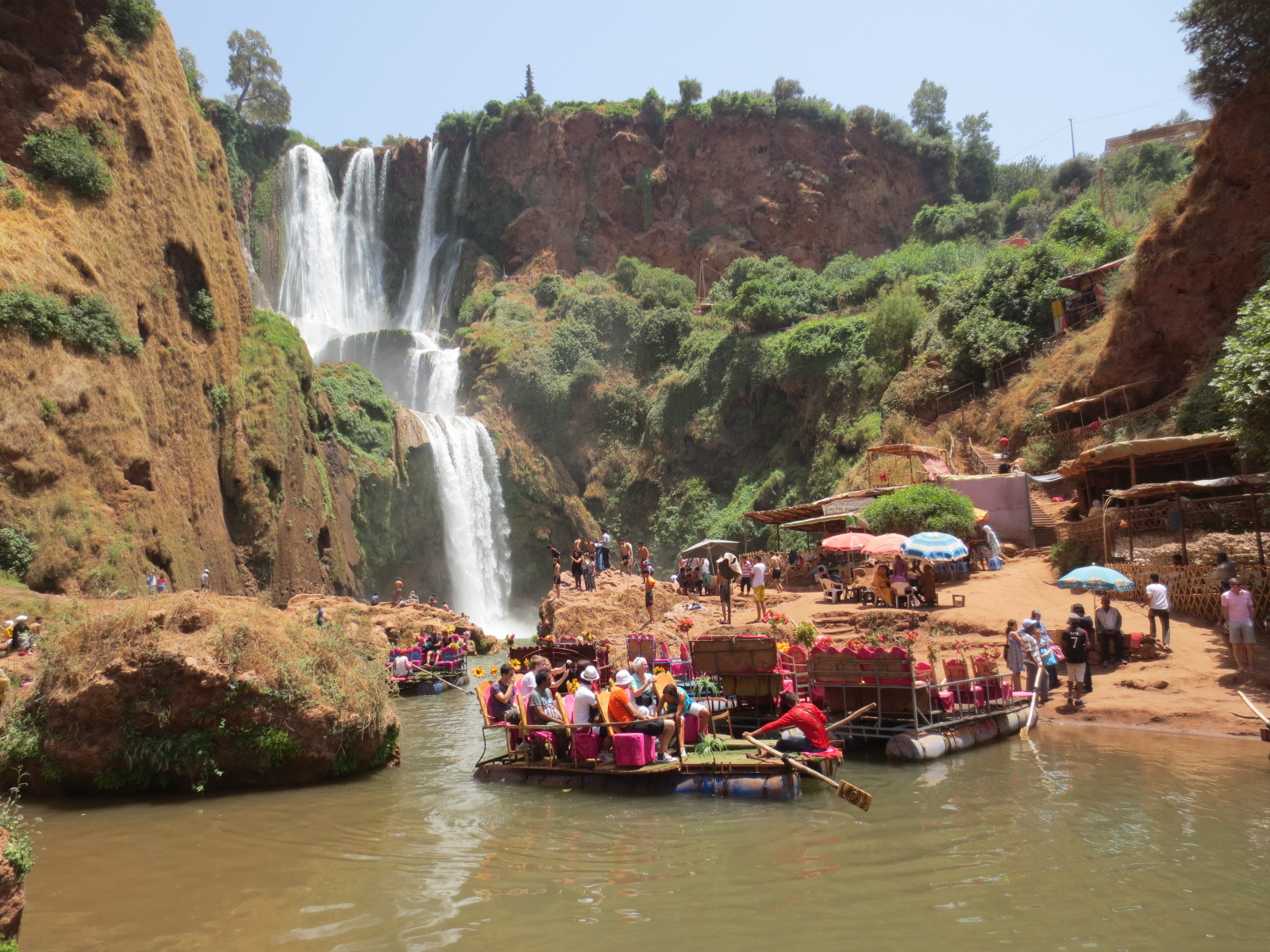
Водоспад Узуд
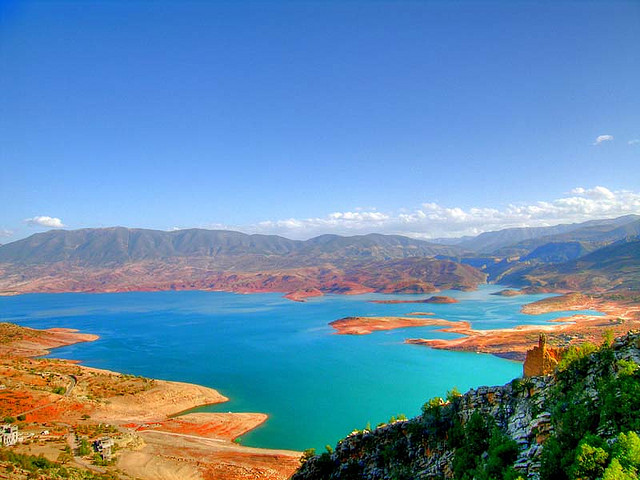
Водосховище Бін-ель-Відан

### Річки
Річки й тимчасові потоки (ваді) країни належать басейну Атлантичного океану; на сході безстічним областям пустелі Сахара. Річки, крім нижньої течії Себу, не судноплавні. Найдовший водоток країни — Драа (1100 км), що тече з гор Високий Атлас на південь і доносить свої води до Атлантичного океану лише у вологі сезони. Найдовша річка з постійним водотоком — Умм-ер-Рбія (555 км). Найповноводніша річка — Себу (458 км, середній стік — 137 м³/с).

## Рослинність

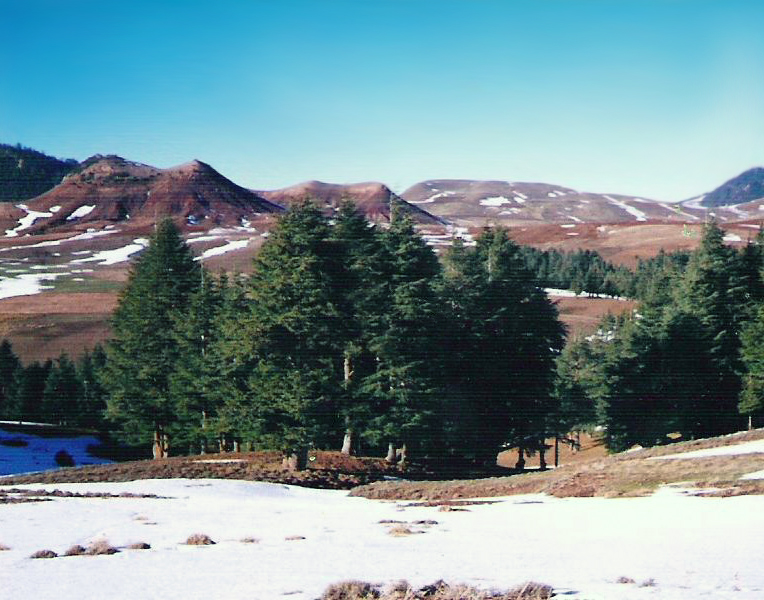
Кедри на західних схилах Атлаських гір
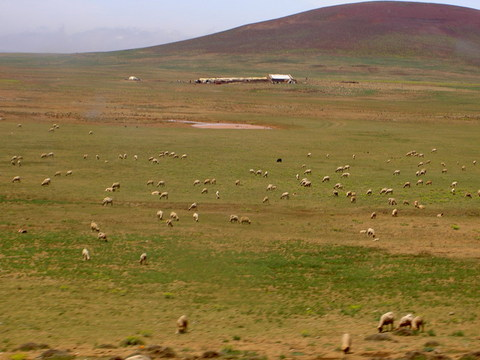
Атлаські полонини
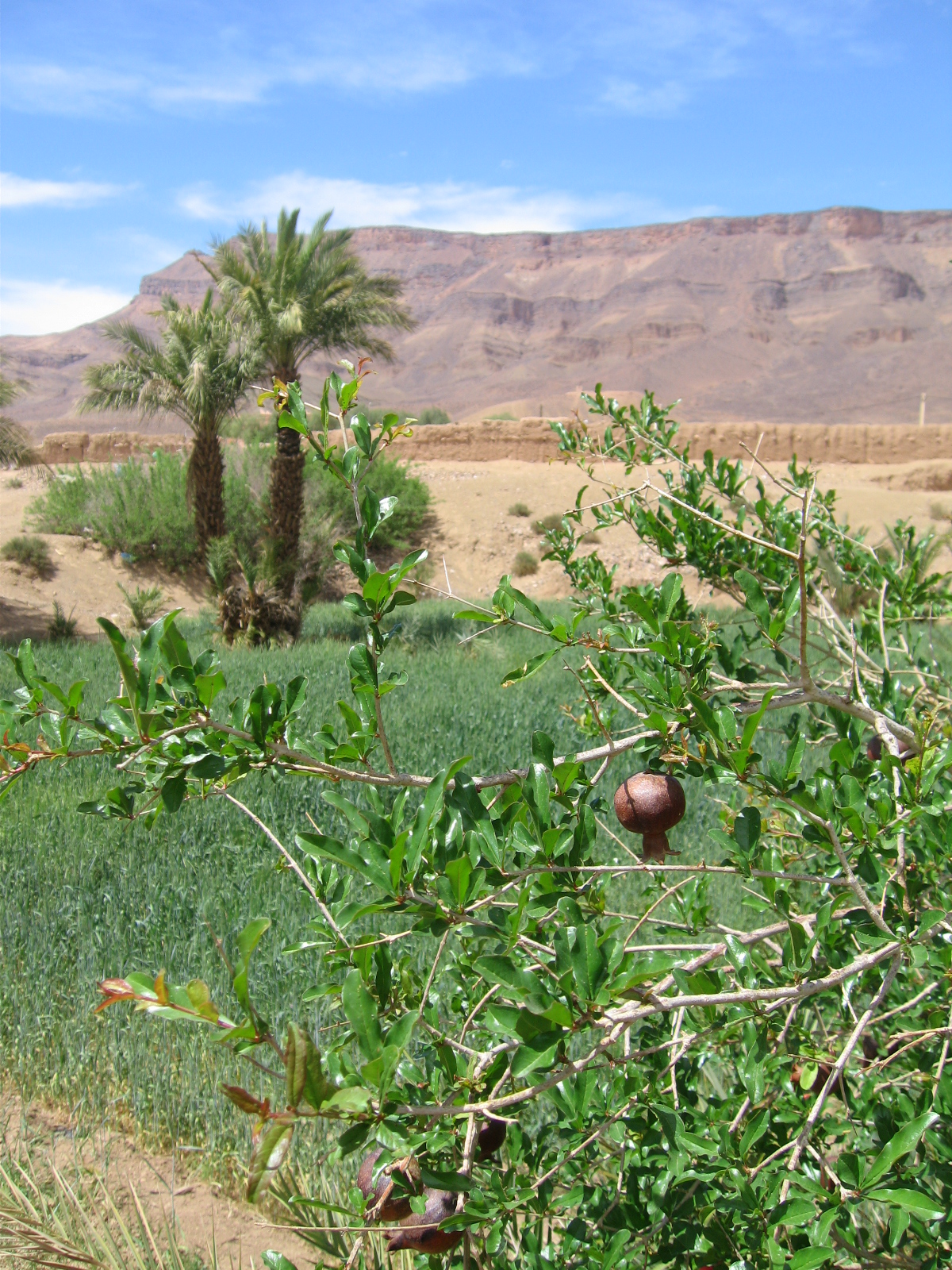
Гранатові сади у долині Драа

## Тваринний світ
За зоогеографічним районуванням світу країна належить до Середземноморської підобласті Голарктичної області, середземноморське узбережжя і гори Атлас — до Середземноморської провінції, пустеля Сахара — до Сахаро-Аравійської провінції. Марокко — гірська країна. Тому основу тваринного населення регіону становлять інтразональні гірські угруповання тварин, зональні пустельні й середземноморські (на півночі) угруповання, а також інтразональні приморські тваринні угруповання, характерні для тропічного і субтропічного кліматичних поясів. Домінуючими в тваринних угрупованнях є ксерофільні групи та види тварин. 

## Стихійні природні явища
На території країни спостерігаються небезпечні природні явища і стихійні лиха: у північних хребтах Атласу землетруси; періодичні посухи.

## Природні ресурси

### Мінеральні ресурси
Надра Марокко багаті на ряд корисних копалин: фосфати, залізну руду, марганець, свинець, цинк, кам'яну сіль.

### Водні ресурси
Загальні запаси відновлюваних водних ресурсів (ґрунтові і поверхневі прісні води) становлять 29 км³. Станом на 2012 рік в країні налічувалось 14,85 тис. км² зрошуваних земель.

### Земельні ресурси
Земельні ресурси Марокко (оцінка 2011 року):
- придатні для сільськогосподарського обробітку землі — 67,5 %,
  - орні землі — 17,5 %,
  - багаторічні насадження — 2,9 %,
  - землі, що постійно використовуються під пасовища — 47,1 %;
- землі, зайняті лісами і чагарниками — 11,5 %;
- інше — 21 %[1].

## Охорона природи

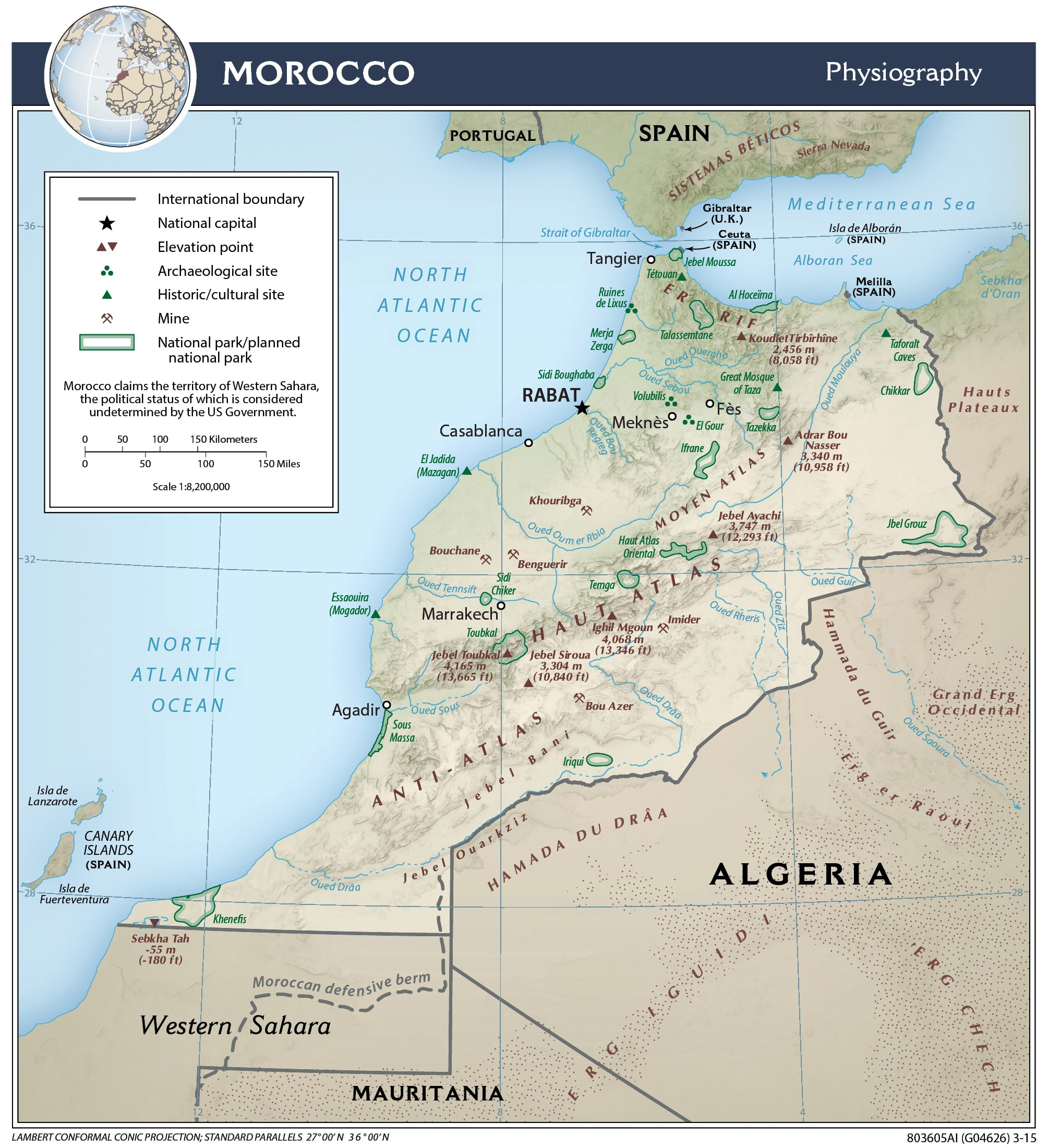
Національні парки Марокко

Серед екологічних проблем варто відзначити:
- деградацію земель і спустелювання через ерозію ґрунтів внаслідок перевипасання, знищення рослинного покриву;
- забруднення вод побутовими стоками;
- замулення водосховищ;
- забруднення навколишніх вод нафтопродуктами.

Марокко є учасником ряду міжнародних угод з охорони навколишнього середовища:
- Конвенції про біологічне різноманіття (CBD),
- Рамкової конвенції ООН про зміну клімату (UNFCCC),
- Кіотського протоколу до Рамкової конвенції,
- Конвенції ООН про боротьбу з опустелюванням (UNCCD),
- Конвенції про міжнародну торгівлю видами дикої фауни і флори, що перебувають під загрозою зникнення (CITES),
- Базельської конвенції протидії транскордонному переміщенню небезпечних відходів,
- Конвенції з міжнародного морського права,
- Лондонської конвенції про запобігання забрудненню моря скиданням відходів,
- Монреальського протоколу з охорони озонового шару,
- Міжнародної конвенції запобігання забрудненню з суден (MARPOL),
- Рамсарської конвенції із захисту водно-болотних угідь[13],
- Міжнародної конвенції з регулювання китобійного промислу[1].

Урядом країни підписані, але не ратифіковані міжнародні угоди щодо: Конвенції про заборону військового впливу на природне середовище (ENMOD).

## Фізико-географічне районування
У фізико-географічному відношенні територію Марокко можна розділити на _ райони, що відрізняються один від одного рельєфом, кліматом, рослинним покривом:.

### Українською
- Атлас світу / голов. ред. І. С. Руденко ; зав. ред. В. В. Радченко ; відп. ред. О. В. Вакуленко. — К. : ДНВП «Картографія», 2005. — 336 с. — ISBN 9666315467.
- Атлас. 7 клас. Географія материків і океанів / Укладачі О. Я. Скуратович, Н. І. Чанцева. — К. : ДНВП «Картографія», 2014.
- Бєлозоров С. Т. Африка : фізико-географічний нарис. — вид. 2-ге, перероб. і доп. — К. : Радянська школа, 1957. — 232 с.
- Барановська О. В. Фізична географія материків і океанів : навч. посіб. для студентів ВНЗ : [у 2 ч.]. — Н. : Ніжинський державний університет ім. Миколи Гоголя, 2013. — 306 с. — ISBN 978-617-527-106-3.
- Гілецький Й. Р. Природні ресурси світу : Навч. посібник. — Львів : Світ, 2004. — 304 с. — ISBN 966-603-307-0
- Заставецький Ю. С. Регіональна фізична географія світу : Навч. посібник. — Львів : Світ, 2000. — 480 с.
- Марокко // Гірничий енциклопедичний словник : [у 3-х тт.] / за ред. В. С. Білецького. — Д. : Східний видавничий дім, 2004. — Т. 3. — 752 с. — ISBN 966-7804-78-X.
- Костів Л. Я. Фізична географія материків і океанів. Африка : навч.-метод. посібник. — Л. : Видавничий центр ЛНУ імені Івана Франка, 2017. — 184 с. — ISBN 978-617-10-0374-3.
- Кукурудза С. І. Біогеографія : Підручник. — Львів : Вид-во ЛГУ ім. Івана Франка, 2006 — 504 с. — ISBN 966-613-502-7
- Палієнко В. І., Шищенко П. Г., Бойко В. М. Фізична географія світу : Навч. посібник. — К. : КНУ ім.  Т. Шевченка, 2016. — 246 с. — ISBN 978-966-439-918-1
- Панасенко Б. Д. Фізична географія материків : навч. посіб. : в 2 ч. — В. : ЕкоБізнесЦентр, 1999. — 200 с.
- Пузанов І. І. Зоогеографія : Підручник. — Київ—Львів : Рад. школа, 1949. — 504 с.
- Фізична географія материків та океанів : Підручник у 2-х т. / Ред. П. Г. Шищенко. — К. : Київський університет, 2020. — Т. 2. Африка, Америка, Австралія, Антарктида, Океани. — 470 с. — ISBN 978-966-439-989-8
- Юрківський В. М. Регіональна економічна і соціальна географія. Зарубіжні країни: Підручник. — 2-ге. — К. : Либідь, 2001. — 416 с. — ISBN 966-06-0092-5.

### Англійською
- (англ.) Graham Bateman. The Encyclopedia of World Geography. — Andromeda, 2002. — 288 с. — ISBN 1871869587.

### Російською
- (рос.) Авакян А. Б., Салтанкин В. П., Шарапов В. А. Водохранилища. — М. : Мысль, 1987. — 326 с. — (Природа мира)
- (рос.) Алисов Б. П., Берлин И. А., Михель В. М. Курс климатологии [в 3-х тт.] / под. ред. Е. С. Рубинштейна. — Л. : Гидрометиздат, 1954. — Т. 3. Климаты земного шара. — 320 с.
- (рос.) Апродов В. А. Вулканы. — М. : Мысль, 1982. — 368 с. — (Природа мира)
- (рос.) Апродов В. А. Зоны землетрясений. — М. : Мысль, 2010. — 462 с. — (Природа мира) — ISBN 978-5-244-01122-7.
- (рос.) Марокко // Африка: энциклопедический справочник [в 2-х тт.] / гл. ред. А. А. Громыко. — М. : Советская энциклопедия, 1986. — Т. 2. К-Я. — 671 с.
- (рос.) Бабаев А. Г., Зонн И. С., Дроздов Н. Н., Фрейкин З. Г. Пустыни. — М.  : Мысль, 1986. — 320 с. — (Природа мира)
- (рос.) Браун Л. Африка. — М. : Прогресс, 1976. — 288 с. — (Континенты, на которых мы живем)
- (рос.) Букштынов А. Д., Грошев Б. И., Крылов Г. В. Леса. — М. : Мысль, 1981. — 316 с. — (Природа мира)
- (рос.) Власова Т. В. Физическая география материков. С прилегающими частями океанов. Южная Америка, Африка, Австралия и Океания, Антарктида. — 4-е, перераб. — М. : Просвещение, 1986. — 269 с.
- (рос.) Гвоздецкий Н. А., Голубчиков Ю. Н. Горы. — М. : Мысль, 1987. — 400 с. — (Природа мира)
- (рос.) Гвоздецкий Н. А. Карст. — М. : Мысль, 1981. — 214 с. — (Природа мира)
- (рос.) Географический энциклопедический словарь: географические названия / под. ред. А. Ф. Трёшникова. — 2-е изд., доп. — М. : Советская энциклопедия, 1989. — 585 с. — ISBN 5-85270-057-6.
- (рос.) Дроздов Н. Н., Мяло Е. Г. Биогеография мира : Учебник. — М. : Высшая школа, 1985. — 272 с.
- (рос.) Исаченко А. Г., Шляпников А. А. Ландшафты. — М. : Мысль, 1989. — 504 с. — (Природа мира) — ISBN 5-244-00177-9.
- (рос.) Каплин П. А., Леонтьев О. К., Лукьянова С. А., Никифоров Л. Г. Берега. — М. : Мысль, 1991. — 480 с. — (Природа мира) — ISBN 5-244-00449-2.
- (рос.) Словарь современных географических названий / под общей редакцией акад. В. М. Котлякова. — Екатеринбург : У-Фактория, 2006.
- (рос.) Литвин В. М., Лымарев В. И. Острова. — М. : Мысль, 2010. — 288 с. — (Природа мира) — ISBN 978-5-244-01129-6.
- (рос.) Лобова Е. В., Хабаров А. В. Почвы. — М. : Мысль, 1983. — 304 с. — (Природа мира)
- (рос.) Максаковский В. П. Географическая картина мира. Книга I: Общая характеристика мира. — М. : Дрофа, 2008. — 495 с. — ISBN 978-5-358-05275-8.
- (рос.) Максаковский В. П. Географическая картина мира. Книга II: Региональная характеристика мира. — М. : Дрофа, 2009. — 480 с. — ISBN 978-5-358-06280-1.
- (рос.) Поспелов Е. М. Географические названия мира: Топонимический словарь. — М. : АСТ, 2005.
- (рос.) Марокко // Страны Африки. Политико-экономический справочник / ред. В. Солодовников, В. Румянцев. — М. : Издательство политической литературы, 1969. — 318 с.
- (рос.) Физико-географический атлас мира. — М. : Академия наук СССР и Главное управление геодезии и картографии ГУГК СССР, 1964. — 298 с.
- (рос.) Энциклопедия стран мира / глав. ред. Н. А. Симония. — М. : НПО «Экономика» РАН, отделение общественных наук, 2004. — 1319 с. — ISBN 5-282-02318-0.